# 卢卡斯·皮亚松
卢卡斯·多明戈斯·皮亚松（葡萄牙語：Lucas Domingues Piazón，1994年1月20日—），通稱卢卡斯·皮亚松（Lucas Piazón），是一名巴西足球运动员，現效力於葡超球隊布拉加。他司職前鋒，但亦可擔任边锋或進攻中場。他的外貌、比賽風格及能力曾被外界跟巴西隊巨星卡卡作比較。 他自加盟切尔西後並未能取得正選位置，每個球季都被外借到不同國家的球隊。他2019年9月受訪表示已厭倦外借生涯，2022年和切尔西結束合約後將重返聖保羅。

## 外部連結
- Chelsea profile
- Premier League profile （页面存档备份，存于）
- Champions League profile （页面存档备份，存于）
- ESPN Profile Archive.today的存檔，存档日期2013-01-03
- Transfermarkt profile （页面存档备份，存于）
- Sky Sports profile（页面存档备份，存于）
- BBC Sport profile（页面存档备份，存于）